# 万葉線 (企業)
万葉線株式会社（まんようせん）は、富山県高岡市と同県射水市において万葉線を運営する第三セクター方式の鉄道会社である。

## 概要
万葉線は、正式には高岡駅停留場から六渡寺駅までが軌道法による軌道である高岡軌道線、六渡寺駅から越ノ潟駅までが鉄道事業法による鉄道である新湊港線の2路線に分かれているが、一体の直通路線「万葉線」として運行されている。
かつて越中国守として高岡の伏木に赴任した大伴家持が、『万葉集』の編集をはじめ、数多くの歌を残したことにちなんで、高岡軌道線・新湊港線を加越能鉄道（現在の加越能バス）が経営していた時代の1980年（昭和55年）に「万葉線」という愛称が付けられた。
加越能鉄道が、利用客の著しい減少と経営環境の悪化を理由に廃止とバス代替の意向を示したため、存続を願う高岡市と旧新湊市が中心となって2001年（平成13年）に第三セクター会社の「万葉線株式会社」を設立した。2002年（平成14年）2月に、加越能鉄道から事業譲渡され、同年4月1日から新会社にて正式に運行が開始された。路面電車運営のための第三セクター方式の会社設立は日本初であった。
2004年（平成16年）1月21日より、新形の超低床車両「MLRV1000形」を導入した。
観光客を主とした乗客誘致のため、2008年7月から土・日・祝日は沿線の新湊出身の落語家である立川志の輔の声で車内アナウンスと沿線案内を行っており、ユニークなアナウンスを聞くことができる。なお、このアナウンスは「ドラえもんトラム」（後述）では放送されない。
また、2018年からトミーテックの鉄道むすめとのタイアップにも取り組み、地元以外から鉄道ファンや萌え系愛好者の集客にも役立てている。イメージキャラクターに設定されている「吉久こしの」の等身大イラストが、万葉線本社の窓口にあるほか、スタンプラリーやグッズ販売なども実施している。

## 路線
- 高岡軌道線：高岡駅 - 六渡寺、8.0km

路線図

- 新湊港線：越ノ潟 - 六渡寺、4.9km

### 運行形態
ほぼすべての列車が高岡軌道線と新湊港線を相互直通しており、高岡駅 - 越ノ潟間全線を運行する系統が15分（早朝夜間は30分）間隔で設定されている。朝夕ラッシュ時には米島口発着列車や朝と夜に米島口 - 中新湊間および高岡駅 - 中新湊間の区間列車が設定されている。高岡駅発23時の最終は日曜日運休である。
2018年10月より金曜シンデレラ便が新設され、金曜日のみ終電を繰り下げた。上りは越ノ潟22:52発→高岡駅23:35着、下りは高岡駅0:00発→中新湊0:37着となり日付が変わる0時を過ぎて運行されている。

### 交通系ICカードへの対応
交通系ICカードについては、2013年7月30日に「新幹線戦略とやま県民会議」の席上で夏野元志射水市長があいの風とやま鉄道へのICOCA導入に併せた“相乗り”構想を明らかにし、あいの風とやま鉄道や高岡市との調整を進めて2015年度以降の導入を目指したいとしており、富山県知事(当時)の石井隆一も県として導入を支援する方針を示していた。その後しばらくは具体的な進展は無かったが、富山県が2020年（令和2年）度当初予算案に「地域公共交通ネットワークの充実」施策の一環として「富山地方鉄道の安全対策や万葉線のICカード導入準備等に対する支援」として1億5千万円あまりの予算を計上しており、今後県による支援が予定されている。その後2024年秋の導入が明らかにされ、9月28日の導入が発表された。紙式の回数券を廃止し、定期券もICOCAに移行予定。

## 利用状況

### 輸送実績
管内鉄軌道事業者輸送実績（国土交通省北陸信越運輸局）より抜粋

## 車両
万葉線に在籍している車両および過去に在籍した車両は以下の通り。*印は冷房車。

### 現有車両
- デ7070形
  - デ7071*、デ7073*、デ7074*、デ7075*、デ7076*

1967年製造。7000形や7060形とほぼ同じだが、設計の変更で側面中間部の車掌小窓がなくなり、すっきりした窓配置になっている。デ7073は2009年12月26日から2016年夏まで車体正面にネコ、側面に十二支の動物の絵が描かれた「アニマル電車」として運行[16]。その後2017年公開の映画『ナラタージュ』の撮影のため旧加越能鉄道カラーに塗り替えられ[17]、2020年4月5日まで走行した。この間2019年5月から10月まで、令和改元記念を施した万葉「令和」号として運行していた[5][18]。
デ7071、デ7073、デ7074、デ7075、デ7076の全車が2023年までに冷房化改造を終了した。
- MLRV1000形（アイトラム）
  - MLRV1001-a・b*、MLRV1002-a・b*、MLRV1003-a・b*、MLRV1004-a・b*、MLRV1005-a・b*、MLRV1006-a・b*

2003年 - 2004年と2006年 - 2009年製造。超低床構造の2車体連接車。2012年から1編成が「ドラえもんトラム」として運行されている[19][20][21]。
- 6000形（MCP300）（プラウ除雪車）
  - 6000

2012年に新潟トランシスで製造。凸型をした内燃機関動力車であり、ディーゼルエンジンを越ノ潟側に搭載している。本形式の導入に伴い、一部の運転士が軌道線での運転免許である「乙種内燃車」の動力車操縦者運転免許を取得している。

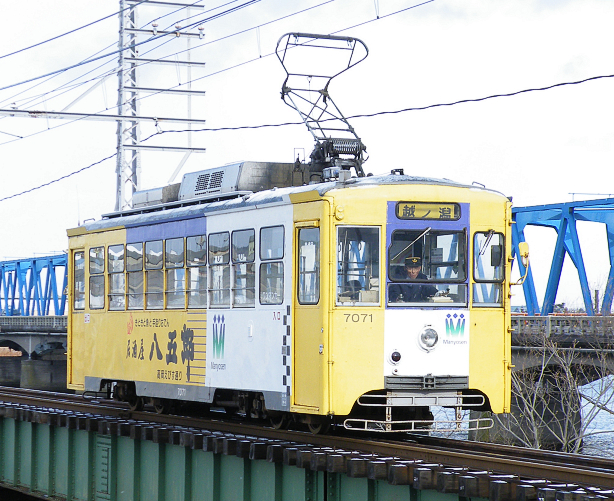
デ7070（2008年12月）
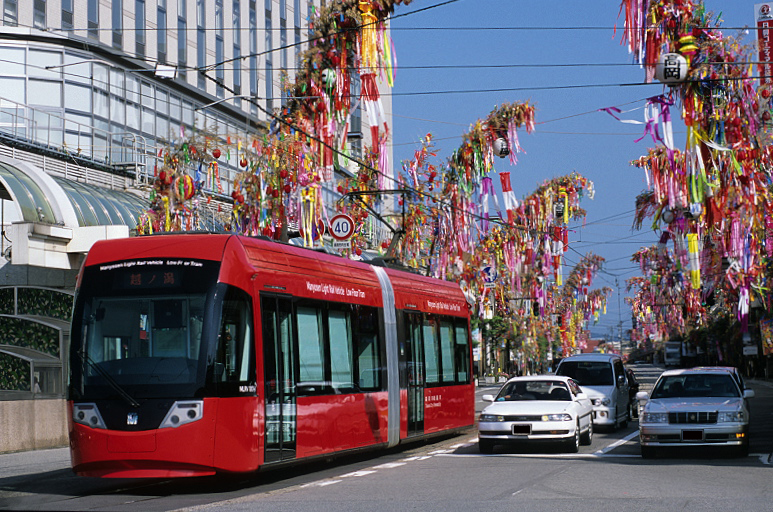
MLRV1000形 アイトラム（2005年8月）
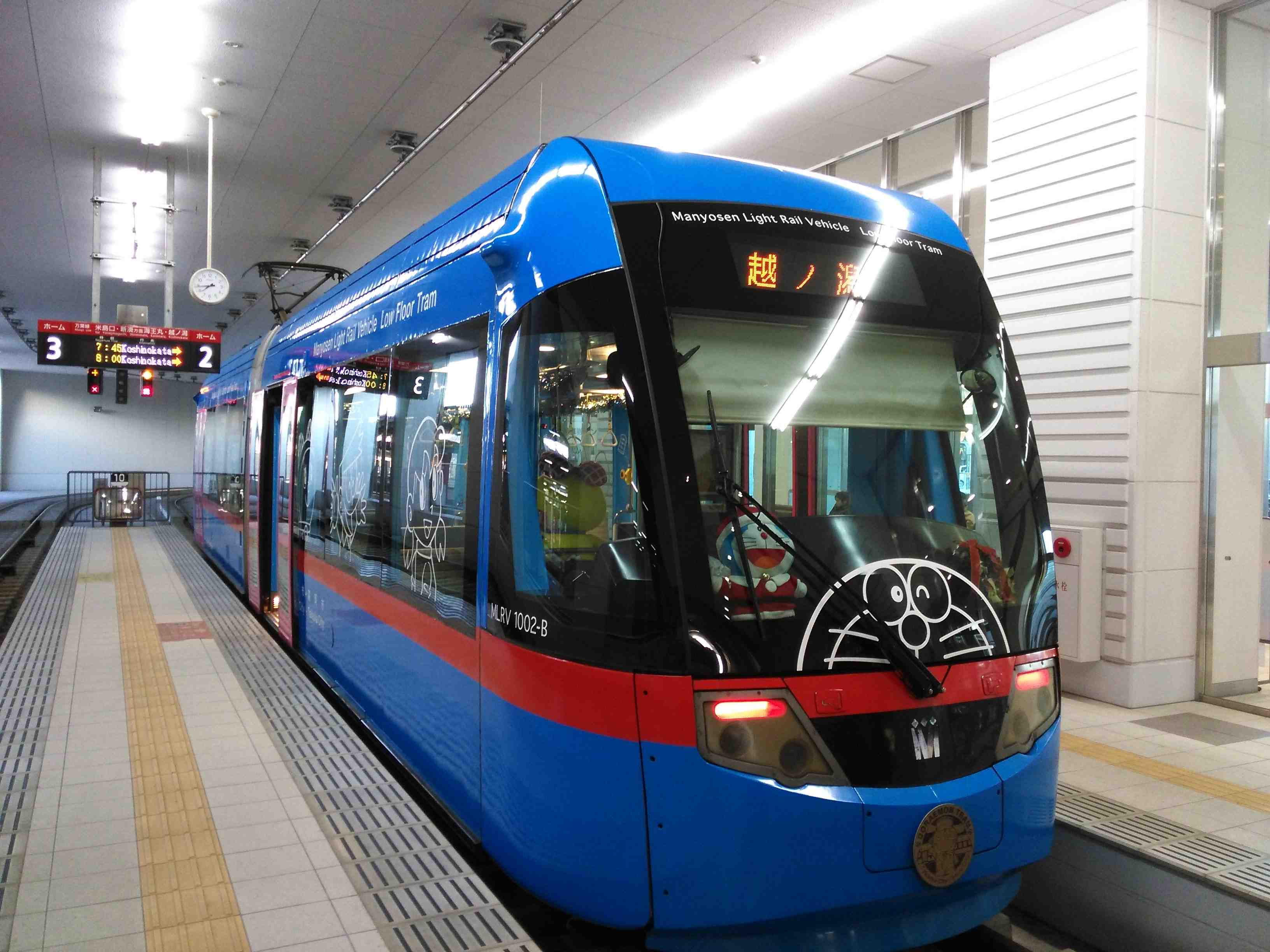
MLRV1000形 ドラえもんトラム（2015年12月）
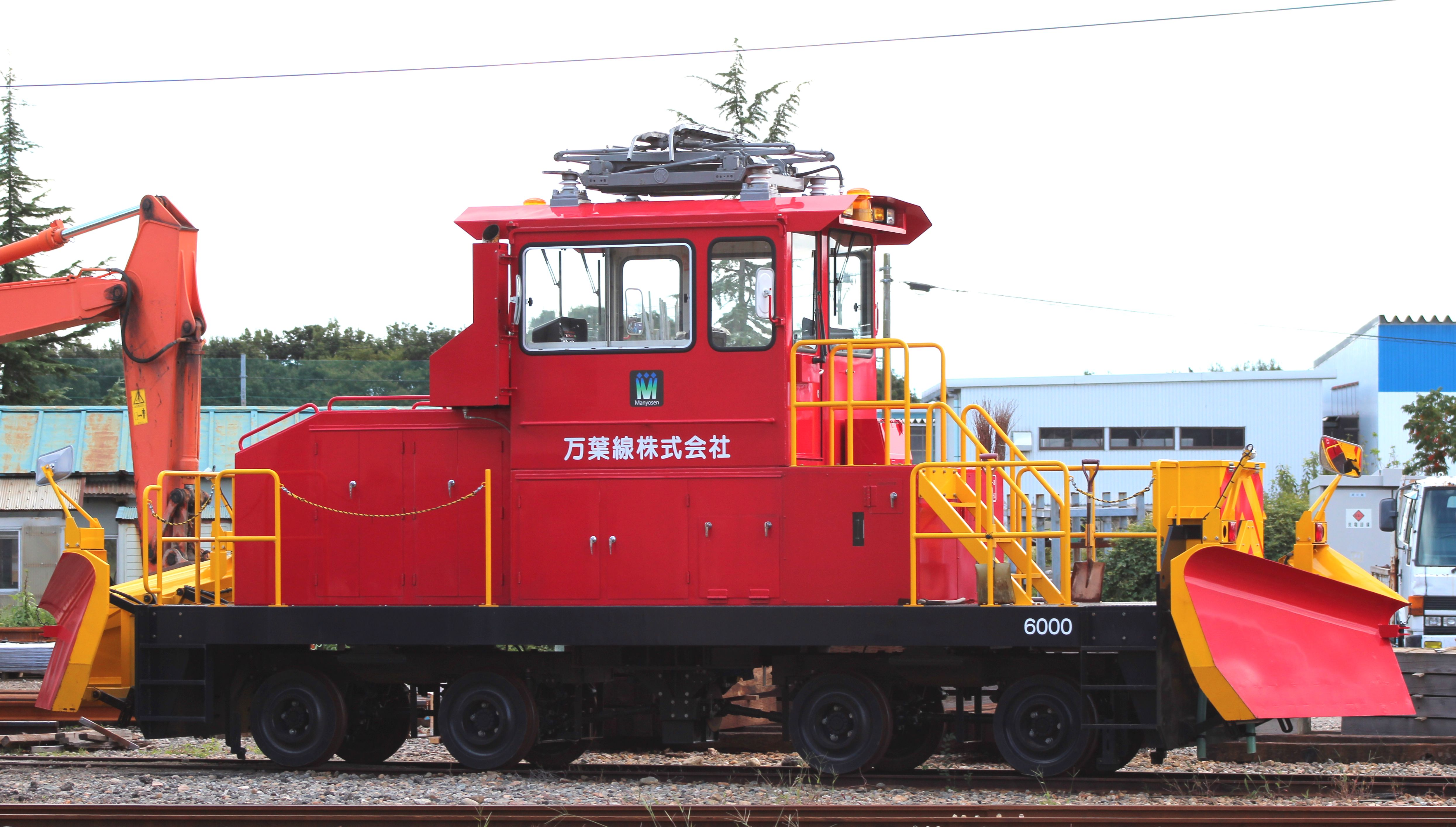
6000形 プラウ除雪車 （2014年9月）

### 除籍車両
- デ7000形
  - デ7051、デ7052、デ7053

1961年製造。富山地方鉄道7000形電車とほぼ同型だが、乗降扉が車端にある。設計を流用したため、中央扉を最後部に移設しただけのような外観で、車掌小窓もそのまま残された感じになっている。なお、当形式の番号が50番台から始まっているのは、当時富山地方鉄道射水線との乗り入れを行っていたことから先の7000形と番号が被らないようにしたためである。「7050形」と記述されることもある。
- デ7060形
  - デ7061、デ7062

1965年製造。富山地方鉄道7000形電車とほぼ同型だが、かつては射水線乗り入れ時に連結運用するための連結器があり、総括制御可能であったことから区別されている。
- デ7070形
  - デ7072

1967年製造。初代アニマル電車。加越能鉄道時代の1994年に存廃問題で揺れていた渦中に、一般応募で、当時小学校5年生の女の子が描いた十二支とネコの作品が選ばれ、夢のある存続のシンボルとして運行された。
- デ5010形
  - デ5022

1950年製造[22]。かつては射水線の主力車両でもあり、高岡駅前から富山市内まで直通運転していた。1966年射水線切断時に5022も含む14両が加越能籍で移っていたが、1967年デ7070形6両が竣工すると、デ5027 - 30、37 - 40の8両が富山地方鉄道に戻り、5021 - 26の6両が加越能鉄道に残った。1971年に伏木線が廃止されると余剰となり、5022を除き全車廃車となった。残された5022は同年に除雪専用車に改造され[22]、電動機を2基追加して出力を38kW×4基と増強、車内に凍結防止剤（塩化カルシウム）を散布する機械を設置、前後にスノープロウを装着した。1992年に車両としては車籍廃車となり移動機械の扱いとなっていたが、車齢が製造から60年以上経っていることから老朽化は避けられず、2012年の稼働が最後となった。しかし最後のデ5010形の生き残りであることから産業遺産として保存されることが決まり、復元工事ののち2018年10月13日より高岡市吉久の『TEKリトルパーク』に展示されることになった[22][23]。

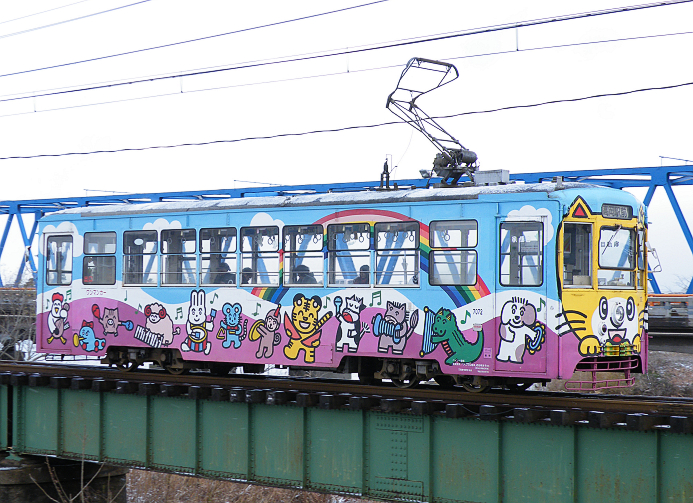
デ7072「アニマル電車」（2008年）
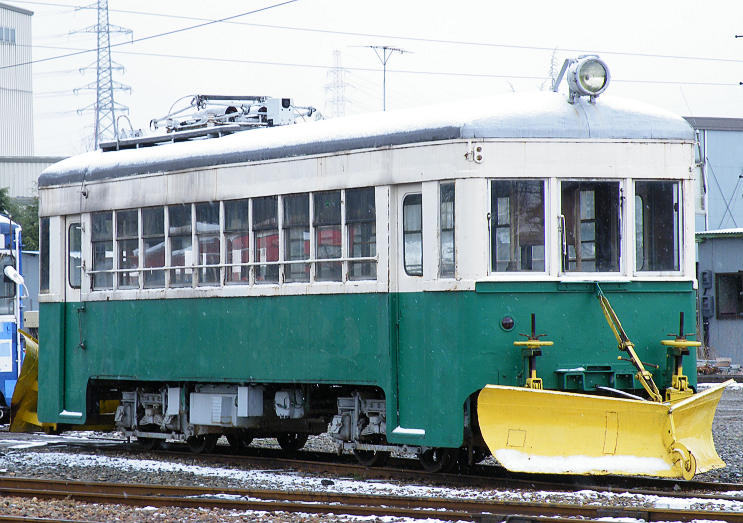
デ5010 除雪用でラッセルヘッドを装備（2008年）